# Jiehkkevárri
Jiehkkevárri (de vegades escrit Jiekkevarri o Jiekkevarre) és una muntanya a la frontera dels municipis de Lyngen i Tromsø, al comtat de Troms, Noruega. És la muntanya més alta dels Alps de Lyngen i del comtat de Troms i és la segona quant a prominència a nivell de Noruega. Amb 1.834 metres d'altura la muntanya es troba a 10 quilòmetres al nord-est del poble de Lakselvbukt i prop de 17 quilòmetres al sud-oest de Lyngseidet. El nom és un compost de paraules en llengua sami: jiehkki significa "glacera" i várri significa "muntanya".
Les primeres persones que se sap que van fer el cim foren Geoffrey Hastings (britànic) i Elies Hogrenning (noruec), l'any 1899. El cim està coronat de gel i qualsevol ascens implica un encreuament de glaceres amb esquerdes. Per tant, l'escalada ha de ser guiada per muntanyencs experimentats.
A l'hivern, amb esquí alpí experimentat es pot travessar Jiehkkevárri en un dia llarg, descendint gairebé des de la part superior a través de l'escarpat, descrit pel difunt Andreas Fransson com "un clàssic de futur per a la nova generació d'esquiadors de muntanya". La ruta de descens està exposada a la caiguda de seracs des de dalt, i en general no es recomana per ascendir.